# Pomasia reticulata
Pomasia reticulata är en fjärilsart som beskrevs av George Francis Hampson 1895. Pomasia reticulata ingår i släktet Pomasia och familjen mätare. Inga underarter finns listade i Catalogue of Life.